# Таиџицу
Таиџицу (јап. 体術) је јапанска уметност блиске борбе без оружја, уметност одржавања здравог тела.
Таиџицу  систем обухвата многе добро познате групе техника: ударци шаком и ногом, увијање, бацање, хватање, итд. Он оличава традицију више од хиљаду година развоја јапанске уметности ратника у сенци и, у свему вероватно, један од ретких који својим главним задатком још увек сматрају развој свести, ратничког духа кроз проучавање праве војне опреме и психофизичке праксе.
Када се боре мајстори таиџицу високог нивоа, и најмањи покрет често одлучује о исходу борбе, одређујући победу или пораз. Чак и ако је покрет скоро савршен, једна мала грешка понекад одређује исход.
Једно од древних имена Таиџицу, а у модерној ери - техника покрета и окрета, која је саставни део већине борилачких вештина Истока.

## Статусне борбе и сумо историја
У древном Јапану, рвање је било прилично примитивно.
Номи но Сукуне је стигао из Изума, а њему и Таима но Кехаиа је одмах наређено да се боре. Ови људи су стајали један наспрам другог. Обојица су подигли ноге и шутирали један другог. И Номи но Сукуне је Кехаију ударцем сломио ребра, па га поново ударио и сломио му доњи део леђа. Стога је земља Таима но Кехаиа заробљена и у потпуности дата Номи но Сукунеу. — „Нихонги“ („Анали Јапана“)
Таква такмичења у Нихонгију називају се чикара-курабе - „мерење снаге“. Снага, а не техника и спретност, одредили су победника у борби. У 5-6 веку, на основу чикара-курабе, развило се још увек популарно рвање дивова - сумо, тачније његова рана верзија, сумаи. До периода Наре ова борба је постала широко распрострањена. Из тог времена датирају поуздане информације о одржавању сумо такмичења.
Што се тиче технике сумоа у то време, она је очигледно била прилично примитивна и укључивала је углавном гурање, обарање и падање. Акценат је био на снази. Рвачи су посебном исхраном настојали да повећају сопствену тежину и, судећи по сликама, успели су чак иу тим далеким, не сасвим просперитетним временима. На турнирима се ударци више нису користили због њихове екстремне опасности по здравље, али у стварној борби, рвачи су често користили ударце и ударце петом. Пошто је победа у ритуалној борби додељена рвачу који је бацио противника на земљу, рвање на земљи није спроведено и, сходно томе, није проучавано.

## Први кинески талас
8.-9. век је постао веома важна прекретница у историји борбе без оружја у Јапану. У то време су се интензивирали контакти са копном, а снажан културни ток, заједно са хиљадама имиграната, излио се из Кине и Кореје у Јапан. Имигранти су са собом понели своје оригиналне методе борбе, у којима су главно место имали разноврсни ударци шакама и ногама, и болне технике на зглобовима. С тим у вези, потребно је поменути полулегендарну школу Шошо-рју („школа свих награда”), о којој се извештаји појављују и нестају у изворима 12.-14. Творац Шошо-рјуа сматра се родом из племените кинеске имигрантске породице, командант Саканоуе Тамурамаро, познат по победама над Аинуима. Специфичност ове школе била је развој изузетне снаге руке и суперочвршћавање ударних површина, што је наводно омогућило пробијање челичне плоче шкољке. Извори наводе да је, када је непобедиви војсковођа из касног 12. века, Минамото Јошицуне видео рад шошо-рју мајстора, био шокиран њиме.
Школа Џошуи-риу, коју је створио Отомо Комаро, који је учио кинеску шаку од мајстора Јианцена, који је дошао у Јапан за време владавине цара Кокена (749-758), такође је оставила приметан траг у историји јапанског рвања без оружја. Касније, средином 14. века, самурај Урабе но Сукуне Канесада је побољшао своју технику, додајући технике кинеског ментора Сунрена Ишуа. Канесада је уметност Џошуи-риу дакен-јуцу назвао "уметношћу удараца песницом". Техника ненаоружане борбе Џошуи-риу чинила је основу Куки Шинден-риу - једне од најутицајнијих школа јапанског бу-јуцуа.

## Иорои-кумиуши
Око 10. века, паралелно са формирањем самурајског војног сталежа, почео је да се формира посебан борбени систем борбе у оклопима – јорои-кумиучи. По много чему је био сличан сумоу - исти гурање и падови. Ово је лако објаснити, јер су борци у биткама носили оклоп, чија је тежина успешно заменила вештачки повећану тежину сумо рвача. А гломазне шкољке налик кутијама отежавале су удобно држање. Међутим, техника јорои-кумиучи била је много богатија. Овде није било условних ограничења као у сумоу - бори се само стојећи, ни у ком случају не пада на земљу, не користи ударце или оружје. Борци су били слободни да користе било коју технику и методе - важан је био само резултат.
Иорои-кумиучи технике су коришћене у свим случајевима када је ратник изгубио оружје – испустио га, поломио, итд. У биткама 10.-13. века битка је почињала пуцњавом луковима, након чега је уследио контра напад и противници су се одмах нашли на земљи. Мач се у таквој ситуацији користи био је веома тежак за употребу – једноставно није било времена да се извади из корица. Стога је јорои-кумиучи у то време уживао много више поштовања него мачевање великим мачевима-тачи. Али кратки кодачи мач или танто бодеж били су веома популарни, јер су се могли користити у борби у стилу јорои-кумиучи.
Основа јорои-кумиучија биле су различите технике рвања - хватања, бацања, набора, хватања- што је омогућило ефикасну борбу са наоружаним и оклопним непријатељем. Повремено су ратници могли да користе и ударце шаком и ногом, али само као помоћно оружје - било је лакше оборити руку или ногу о непријатељски оклоп него нанети било какву штету.
Главна ствар у јорои-кумиуцију била је правилна употреба кукова и снага удова. То је постигнуто уз помоћ посебног међусобног симетричног захвата, који је назван иетсу-гуми - „четвороструко квачило“. У иецу-гумију, оба борца су се чврсто загрлила, не хватајући оклопне плоче рукама. Овај стисак је помогао ратнику да одржи равнотежу и покретљивост и омогућио му да ефикасно контролише непријатељске акције.
У сваком згодном тренутку, један или оба борца били су спремни да одмах извуку кратак мач или посебан бодеж за пробијање оклопа, звани јорои-доши. Јорои-доши се носио увучен у појас на десном куку и обично се извлачио левом руком. Била је потребна изузетна вештина да се једном руком контролише противник и одржи равнотежа, док је друга извлачила бодеж из корица и покушавала да погоди рањиви, неоклопни део тела непријатеља. Било је изузетно тешко то учинити на депонији, јер је било потребно ући у мали размак између плоча, па чак и под строго одређеним углом.
Јорои-кумиучи је често користио разна бацања, у којима је борац покушавао да искористи тежину сопственог тела и тежину оклопа како би срушио противника на земљу. Након бацања, покушао је да падне целом својом масом на врх и искористио држање да ослаби непријатеља, а затим га докрајчи ударцем бодежа.
Мајстори јорои-кумиучи настојали су да на најефикаснији начин искористе карактеристике дизајна јапанског оклопа. Тако, када се нападне с леђа, повлачењем визира кациге према горе, када је задња плоча наслоњена на дно врата, вратни пршљенови су се лако могли сломити. Метални прстен за причвршћивање тоболца на задњу плочу шкољке коришћен је као згодна ручка приликом бацања преко кука.
Као што се може видети из описа јорои-кумиучи технике, ова врста рвања је дизајнирана углавном за окршај један на један. У то време, у 10-13 века, битке су се по правилу претварале у колосалне турнире са традиционалним гласним проглашавањем породичних стабала, са позоришним изазовима на битку. Самураји су сматрали да је испод свог достојанства да се боре против непријатеља који није дао своје име и није имао племенито порекло, нису желели да се понизе да би масовно убијали непријатеља, када је било немогуће утврдити ко је показао већу храброст; битка. Све ово је предодредило специфичну природу јорои-кумиучија као вештине победе у борби прса у прса у оклопу. Његови следбеници нису размишљали о потреби да се заштите од напада с леђа. Пошто су се ухватили у коштац са непријатељем, више нису могли да реагују на акције других противника... И често су били жртве ових превида.
Веома дуго - од отприлике 11. до 16. века - јорои-кумиучи је био главни облик борбе без оружја, али је канонизован прилично касно - у 14.-15. веку. Иако је јорои-кумиучи укључен у програм многих бу-џуцу школа, две школе се залажу за примат у његовој канонизацији: Мусо Чокуден-рју, према легенди, основао га је у 13. веку легендарни будистички монах Икеибо Чоен, и Цуцуми Хозан-риу, створио је у 14. веку мајстор по имену Цуцуми Иамасхиро-но-ками Хозан, ученик полу-легендарног оснивача јапанског бу-јутсуа, зен монаха Јиона, који је био одговоран за стварање Нен-риуа. школа.

## Когусоку
Од средине 16. века, јапанска уметност борбе прса у прса без оружја претрпела је револуционарне промене. Ово је било предодређено многим факторима. Општа природа ратовања се променила. Битке овог периода више нису били велики турнири, већ сукоб војски, где улога појединачног ратника одлази у други план у односу на колективну акцију. Овде нико не одговара изазову на двобој, челична маса коњице просто смрви усамљеног ратника, а зид копљаника га у трен ока претвара у решето. Напади с леђа, десет на једног, постају уобичајени. У поређењу са претходним периодом, нагло се повећао број војски, у којима сада нису више само племићки, већ и пучани. Повећање броја ратника, у комбинацији са новом тактиком маневара, доводи до промена у развоју одбрамбеног оружја које би требало да постане лакше и јефтиније. А у 16. веку појавио се лагани оклоп гусоку, који је направио познати мајстор Матсунага Хисашиге. Широко се користи и скраћује Овај облик когусокуа, који се састојао само од грудне плоче, штитника за ноге и наруквица, служио је за опремање хорди обичних ашигару („лаких ногу“) пешадијских војника.
Као резултат свих ових промена, појављује се нови систем борбе прса у прса у лаком когусоку оклопу, познат под називима когусоку и коши но мавари („око струка“). У поређењу са јорои-кумиучијем, арсенал когусокуа био је много шири. Бацања преко кука, леђа и рамена, која су нам позната из џудоа и аикида; оригинално окретање непријатеља наопако праћено спуштањем лобање на земљу; разни захвати; ударци лактом и коленом. У Когусокуу су ударци већ били прилично широко коришћени, дизајнирани да погоде делове тела који нису покривени оклопом - бубреге (кружни ударац песницом, заобилазећи тело), препоне (ударац типа аперката испод „сукње“ оклопа), колено (ударац ивицом стопала) итд. н Изум когусокуа се приписује Такеноучију Хисаморију, који је био јак духом, али мали растом и слаб телом, па је зато волео учења како да слабији савлада јачег и вишег противника кроз спретност и технику.
Когусокуа у то време није заменио јорои-кумиучи, пошто су самураји највиших рангова и даље носили тешке оклопе који су могли да заштите чак и од мускетног метка. Као резултат тога, многе школе бу-јутца увеле су обе ове врсте борбе прса у прса у своје програме. Пример таквог система је позната школа Иагиу шинган-риу, где постоји јасна разлика између нивоа ашигаруа - когусоку, и нивоа бушија - иорои-кумиуцхи, а поред тога постоји и џиуџицу - односно вештина борбе без оружја (или са малим импровизованим оружјем) и без оклопа, али ово је следећа фаза у еволуцији јапанског рвања.

## Џиуџицу
Завршетком међусобних ратова почетком 17. века, у Јапану је успостављен дуго очекивани мир, а оклоп је заувек стављен у сандуке. Ово је изазвало праву револуцију у свету уметности ненаоружане борбе. Сва ограничења везана за борбу на коњу, у оклопу, су прошлост, а до сада невиђени простори безбројних тумачења отворили су се очима мајстора рвања.
17. век је постао време активног схватања искуства нагомиланог током много година ратова. Унапређене су технике рвања и створени су темељни теоријски радови о бу-џуцу. Као резултат тога, рођен је нови, софистицирани систем голоруке борбе, који је добио назив јујутсу (познат и као иавара, ва-јуцу, таијуцу, итд.).
Ово име, које дословно значи „уметност нежности“, пуно је дубоког значења. Џиуџицу се заснивао на идеји савладавања противника - ненаоружаног или наоружаног - користећи еластичну усклађеност, а не силу. Мајстор џиуџицу никада не исцрпљује своју снагу у борби, већ напротив, покушава да исцрпи непријатеља како би га лакше победио. Присиљава га на нагле покрете и вешто их избегава. Без постављања чврстих блокова, он се брзо повлачи, као резултат тога, непријатељ, пошто није наишао на препреку и поштујући закон инерције, креће напред. Пустити непријатељску силу да прође или да је преусмери, а када се исцрпи, додати сопствени напор - ово је суштина џиуџицу.
Легенде тврде да је принцип меке савитљивости први формулисао лекар из Нагасакија по имену Акајама Широбеи (у другој верзији - Миура Јошин), који је низ година студирао традиционалну медицину у Кини. Тамо се упознао са техникама бацања, болних захвата и удараца система, које је назвао хакуда. Вративши се у домовину, основао је приватну школу борилачких вештина, где је почео да предаје Хакуда технику. Међутим, монотонија обуке довела је до чињенице да су се ускоро скоро сви ученици окренули од Акаиаме. Четири године након што је отворио свој дођо, доктор га је затворио и повукао се у будистички манастир на сто дана медитације.
Како легенда каже, једног раног мразног јутра Акајама је изашао у шетњу по башти. Овде је његову пажњу привукла дивна слика: дан пре него што је пао велики снег, а многа дрвећа имала поломљене гране, само је врба (према другим изворима - трешња-сакура) стајала као да се ништа није догодило - тешке грудве снега једноставно склизну са њених еластичних грана. Кажу да је Акајама доживео просветљење при погледу на нетакнуте врбове гране. У трену је схватио да је одупирање сили бескорисно и деструктивно, треба да се избегне напад, преусмери силу и искористи је у своју корист. Овај свеобухватни принцип савладавања снаге мекоћом и гипкошћу био је основа за даља истраживања мајстора, који је убрзо успео да повећа арсенал свог система на 300 (према другим изворима - до 70) техника и створи сопствену школу, која након смрти учитеља добио је име Јошин-рју.